# Mao Trạch Đàm
 Mao Trạch Đàm  (25 tháng 9 năm 1905 - 25 tháng 4 năm 1935) là em trai của Mao Trạch Đông. Ông gia nhập Đảng Cộng sản Trung Quốc năm 1923. Năm 1927, ông tham gia cuộc nổi dậy Nam Xương. Sau khi cuộc nổi dậy kết thúc, ông đến núi Tĩnh Cương cùng những người cộng sản khác. Ở tuổi 29, ông bị bắt và bị xử tử khi chiến đấu với lực lượng của Trung Quốc Quốc dân Đảng ở Giang Tây.